# Dobó (település)
Dobó (1886-ig Dubovó, szlovákul: Dubové) község Szlovákiában, a Besztercebányai kerületben, a Zólyomi járásban.

## Fekvése
Zólyomtól 10 km-re délnyugatra fekszik, a Selmeci-hegység lábánál.
Délről Dobronya, keletről Zólyomberezna, északról Bacúr, nyugatról Zólyomkecskés és Bélabánya, délnyugatról pedig Tópatak községekkel határos.
13,2967 km²-es területe nem változott a 20. század folyamán.

## Története
1255-ben említik először. Lakói főként faszén előállításával foglalkoztak, melyet nagyrészt a selmeci kohókba szállítottak.
A 18. század végén Vályi András így ír róla: „DUBOVO. Tót falu Zólyom Vármegyében, földes Ura a’ Bányászi Királyi Kamara, lakosai katolikusok, fekszik Garam vize mellett, Baczurnak szomszédságában, ’s ennek filiája, fogyatkozása ugyan, hogy földgyének két harmadrésze soványas, határja hegyes, és kősziklás, melly miatt nehezebben miveltetik, de mivel Selmetzen olly keresettye van, mint más helyeknek, legelője is elegendő, földgyének egy harmad része pedig termékeny, és könnyebben miveltetik, ’s trágyáztatik, fája tűzre, és épűletre van, vagyonnyait jól eladhattya Selmeczen, és közel, szekerezéssel is kereshet, első Osztálybéli.”
Fényes Elek 1851-ben kiadott geográfiai szótárában így ír a faluról: „Dubovó, Zólyom m. tót falu, Dobronyivához 1/2 órányira: 52 kath., 275 evang. lak. Határa kicsin, és sovány. F. u. a kamara.”
A trianoni diktátumig Zólyom vármegye Zólyomi járásához tartozott.

## Népessége
| Év:            | 1994. | 2004.   | 2014.    | 2024.    |
| -------------- | ----- | ------- | -------- | -------- |
| Emberek száma: | 244   | 235     | 273      | 385      |
| Eltérés:       |       | -3,68 % | +16,17 % | +41,02 % |

| Év:            | 2023. | 2024.   |
| -------------- | ----- | ------- |
| Emberek száma: | 373   | 385     |
| Eltérés:       |       | +3,21 % |

1910-ben 373, túlnyomórészt szlovák anyanyelvű lakosa volt.
1921-ben 357 lakosa volt, valamennyien szlovák nemzetiségűek; ebből 39 római katolikus, 318 pedig evangélikus vallású.
2001-ben 250 lakosából 249 szlovák volt.
2011-ben 258 lakosából 237 szlovák.

## Nevezetességei
- Evangélikus temploma 1867-ben épült neogótikus stílusban.
- A faluban a népi építészet szép példái láthatók.

## Ismert emberek
- Itt született 1813-ban Dobay Ágoston honvéd alezredes.